# Santi Acosta
Santiago Acosta Gallo (Madrid, España, 1968), más conocido como Santi Acosta, es un periodista y presentador de televisión español. Es sobrino del presentador Federico Gallo.

## Biografía
Ingresó como becario en Telemadrid en 1991 cuando acababa de finalizar sus estudios universitarios de Periodismo. En la cadena autonómica madrileña entró a formar parte del grupo de reporteros del espacio Madrid directo, y en la temporada de 1997-1998 se puso al frente del informativo Telenoticias-1.
Entre 1998 y 2000 volvió a Madrid directo para hacerse cargo de la información meteorológica.
En de 2001 dio el salto a las televisiones de ámbito estatal de la mano de Melchor Miralles que, al frente de la productora El Mundo TV lo contrató para dirigir y presentar el programa de periodismo de investigación Al descubierto, que se emitió en Antena 3 y en el que se empleaban cámaras ocultas para captar testimonios sobre temas de actualidad social.
Su popularidad se incrementó cuando a partir de septiembre de 2002 se puso al frente del programa de crónica social Salsa Rosa, que emitió Telecinco hasta 2006 y con el que se convirtió en líder de audiencia en su franja horaria de emisión.
Tras la cancelación de Salsa Rosa, Acosta se hizo cargo de la presentación, en la misma cadena, de un programa de muy similares características: Sábado Dolce Vita, que se mantuvo durante la temporada 2006-2007.
Tras finalizar esta etapa, se lanzó al mundo empresarial con la creación de su propia productora, Total Televisión, cuyos socios eran varios excolaboradores de Salsa Rosa / Dolce Vita. Concretamente, la exdirectora del programa - y a la vez exmujer de Acosta- Sandra Fernández Hernández, dos de los antiguos tertulianos, Ángela Portero y Paloma García Pelayo y el hermano de esta última, el empresario Álvaro García-Pelayo (exmarido de Ángela).
El primer trabajo, a nivel nacional, de Total Televisión fue un especial sobre la desaparición de Madeleine McCann, emitido el 30 de septiembre de 2007 en Antena 3 y presentado por el propio Acosta.
Pocas semanas después, en la misma cadena, Acosta estrena el Confidencial S.A., un late show semanal de reportajes de investigación. El programa se despidió tras cinco emisiones, con una audiencia muy inferior a la media de la cadena.
El 9 de febrero de 2010 regresó a Telemadrid como director de Madrid directo.
Desde junio de 2010 y hasta septiembre de 2011, compaginó esta labor con la de presentador de Enemigos íntimos en Telecinco. En 2012 condujo el programa Materia reservada en la misma cadena.
Volvió a la televisión en 2014 de nuevo con un proyecto para Telemadrid, Ruta 179, que copresenta junto a Carla Hidalgo. En este canal autonómico entre el 7 de septiembre de 2015 y el 30 de junio de 2017 condujo también en Telemadrid el magacín matinal Las Claves del Día y entre el 18 de septiembre de 2017 y el 22 de junio de 2018 estuvo al frente de una nueva etapa del programa informativo matinal Buenos días, Madrid.
El 21 de abril de 2023 regresa a Telecinco para ponerse al frente del programa especial Ana sobre el proceso de gestación subrogada llevado a cabo por Ana García Obregón.
En noviembre de 2023 se anuncia su vuelta a Mediaset España, pero esta vez para presentar un formato fijo y semanal junto a Beatriz Archidona en el prime time de Telecinco llamado ¡De viernes!.

## Trayectoria en televisión
- Telenoticias-1, en Telemadrid (1997-1998)
- Madrid directo, en Telemadrid (como presentador del tiempo) (1998-2000)
- Al descubierto, en Antena 3 (2001-2002)
- Salsa Rosa, en Telecinco (2002-2006)
- Sábado Dolce Vita, en Telecinco (2006-2007)
- Especial sobre la desaparición de Madeleine McCann, en Antena 3 (2007)
- Confidencial S.A, en Antena 3 (2007)
- Madrid Directo, en Telemadrid (como director) (2010-2013)
- Enemigos íntimos, en Telecinco (2010-2011)
- Materia Reservada, en Telecinco (2012)
- Ruta 179, en Telemadrid (2014-2023)
- Las Claves del Día, en Telemadrid (2015-2017)
- Buenos días, Madrid, en Telemadrid (2017-2018)
- Ana, en Telecinco (2023)
- ¡De viernes!, en Telecinco (2023-presente)
- Bárbara Rey, mi verdad, en Telecinco (2024)